# Appell 8. Mai 1945 – gegen das Vergessen
Der Appell 8. Mai 1945 – gegen das Vergessen war eine neurechte politische Kampagne im Jahr 1995 anlässlich des 50. Jahrestages der bedingungslosen Kapitulation der Wehrmacht und dem Ende des Zweiten Weltkrieges in Deutschland.

## Anlass
Am 8. Mai 1995 jährte sich das Ende des Zweiten Weltkriegs zum 50. Mal. Zu diesem Anlass organisierte die Bundesregierung umfassende Veranstaltungen zur Würdigung des Tags der Befreiung vom Nationalsozialismus.

## Der Appell 8. Mai 1945
Die Initiatoren des Berliner Appells Rainer Zitelmann, Klaus Rainer Röhl, Heimo Schwilk und Ulrich Schacht, welche sich selbst als „Initiative 8. Mai“ bezeichneten, schalteten am 7. April 1995 in der Frankfurter Allgemeinen Zeitung eine Anzeige unter dem Titel Appell 8. Mai 1945 – gegen das Vergessen. Die Kernaussage des Appells war es, die vorherrschende Sicht und Lesart des Datums als einseitig zu kritisieren. Die Initiatoren beriefen sich auf Alt-Bundespräsident Theodor Heuss, der das Kriegsende als eine „Paradoxie“ der Deutschen bezeichnete – „weil wir erlöst und vernichtet in einem gewesen sind“. Dem Text des Appells nach drohe „in Vergessenheit zu geraten, dass dieser Tag nicht nur das Ende der nationalsozialistischen Schreckensherrschaft bedeutete, sondern auch den Beginn von Vertreibungsterror und neuer Unterdrückung im Osten und den Beginn der Teilung unseres Landes“. Dieses „Geschichtsbild“ könne „nicht Grundlage für das Selbstverständnis einer selbstbewussten Nation sein“. Auf die Vernichtungspolitik der Nationalsozialisten ging der Appell nicht ein.
Der Appell richtete sich damit gegen die Position von Richard von Weizsäcker, die dieser in seiner Rede zum 40. Jahrestag des Kriegsendes 1985 eingenommen hatte. Weizsäcker hatte zwar betont, „welche schweren Leiden für viele Menschen mit dem 8. Mai erst begannen und danach folgten“, jedoch „wurde von Tag zu Tag klarer, was es heute für uns alle gemeinsam zu sagen gilt: Der 8. Mai war ein Tag der Befreiung“.
Karlheinz Weißmann, Mitunterzeichner des Aufrufes, legte laut Martin Langebach 2005 offen, dass neben der Kritik an der Bewertung des 8. Mai gleichzeitig noch eine andere erinnerungspolitische Agenda verfolgt wurde: die Kritik am Gedenken an den Holocaust, dem er einen zivilreligiösen Charakter zuschrieb.
Bei Veröffentlichung war der Appell von etwa 300 Personen unterzeichnet, darunter zahlreiche deutsche Hochschulprofessoren und hochrangige Militärangehörige (darunter 12 Bundeswehrgeneräle). Aus Politikerkreisen fanden sich neben Vertretern der neurechten Republikaner auch prominente Vertreter der Unionsparteien wie Carl-Dieter Spranger, Friedrich Zimmermann und Peter Gauweiler (alle CSU), Alfred Dregger und Heinrich Lummer (beide CDU) sowie Alexander von Stahl (FDP) und Hans Apel (SPD). Weiterhin unterzeichneten Publizisten, vor allem der Jungen Freiheit (Dieter Stein, Karlheinz Weißmann), sowie Wissenschaftler und Ärzte.
Der Appell war zugleich Auftakt eigener Veranstaltungspläne der Initiatoren. Am 7. Mai 1995 wollten Alfred Dregger, Ulrich Schacht und Manfred Brunner in München eine Gegenveranstaltung zum „Tag der Befreiung“ bestreiten. Dregger, der als Hauptredner vorgesehen war und noch am 20. April 1995 den neurechten Aufruf als „untadelig“ erachtete, räumte nach harscher Kritik von Klaus Kinkel und Ignatz Bubis am 7. Mai 1995 einen Fehler in dem Aufruf ein. Er gestand zu, dass der Vertreibungsterror nicht erst 1945 begonnen habe, sondern bereits unter den Nazis. Der entsprechende Satz im Appell müsse geändert werden. Dregger sagte seine Teilnahme an der geplanten Veranstaltung im Münchener Gasteig Ende April 1995 ab. Nach Dreggers Rückzug wurde die Veranstaltung abgesagt.

## Medienecho
Der Appell wurde von verschiedenen überregionalen Medien überwiegend kritisch aufgegriffen. Heribert Prantl von der Süddeutschen Zeitung bezeichnete die Unterzeichner als „Relativierer“, welche „heimlich über die deutsche Niederlage vom 8. Mai 1945“ trauern würden. Ralph Giordano sah in dem Appell einen Beleg für das „Krebsgeschwür eines demokratiefernen“ und „durch und durch reaktionären Geschichtsrevisionismus“.

## Politische Reaktionen
Das damalige Vorstandsmitglied Michel Friedman (CDU) erklärte, der Appell orientiere „junge Menschen in die falsche Richtung“. Heiner Geißler konstatierte, man solle „jedermann die Meinungsfreiheit zubilligen, ein geschichtliches Ereignis aus eigener Verantwortung zu interpretieren“, doch die „geschichtliche Bewertung“ müsse „ganz eindeutig“ lauten: „Es war ein Tag der Befreiung.“ Scharfe Kritik kam von Ignatz Bubis. Für ihn zählten die Unterzeichner zu den „Ewiggestrigen, die am liebsten alles, was zwischen 33 und 45 passiert ist, fortsetzen würden – vielleicht in einer gemäßigteren Form, ohne gleich Völkermord zu betreiben“. Heiner Kappel, damals Vize der hessischen FDP-Landtagsfraktion und Mitunterzeichner, wies Bubis´ Aussage „in aller Schärfe zurück“. Der damalige Finanzminister Theo Waigel (CSU) nahm seinen Parteifreund Spranger in Schutz: „Ein verordnetes Bewußtsein“ zum 8. Mai, so der Finanzminister, gäbe es nicht.
Der damalige FDP-Generalsekretär Guido Westerwelle nannte den Aufruf eine „gefährliche und unzulässige Verkürzung“, und die damalige Justizministerin Sabine Leutheusser-Schnarrenberger fand es „erschreckend“, dass ihr Parteifreund Alexander von Stahl unterschrieben hatte. Der SPD-Bundesvorstand forderte die Unterzeichner „aus demokratischen Parteien“ auf, sich zu distanzieren. Ex-Bundesminister Hans Apel zog daraufhin seine Unterschrift zurück.
Bei den politischen Reaktionen auf den Appell, so Jan-Holger Kirsch, überwog die Kritik, weil geschichtsrevisionistische Ziele der Kampagne befürchtet wurden. Vorsichtig zustimmend äußerten sich nur der CDU/CSU-Fraktionsvorsitzende Wolfgang Schäuble, Regierungssprecher Hausmann und der CSU-Vorsitzende Waigel. Letzterer warnte jedoch vor einer Gemeinschaft mit Rechtsextremen.

## Wissenschaftliche Einordnung
Laut dem Politikwissenschaftler Wolfgang Gessenharter war dieser Appell von einer Initiative formuliert worden, deren Mitglieder als Neue Rechte bezeichnet wurden. Der „Appell gegen das Vergessen“ zeige einen neuen Ton „in der neurechten Debatte“, als mittels der Kampagne nicht mehr ‚nur‘ die „kulturelle Hegemonie“ angestrebt, sondern darüber hinaus „Schritte zur politischen Vorherrschaft anvisiert“ wurden. Die zentrale Zielsetzung der Initiatoren, „die Zusammenführung aller ‚national gesinnten Kräfte in Deutschland‘, um die ‚Neue demokratische Rechte‘ zu einem ‚unübersehbaren‘ Machtfaktor werden zu lassen und damit ‚das linke Weltanschauungskartell‘ aus seinen Machtpositionen zu vertreiben“, wurde deutlich. Aufgrund der einflussreichen Unterstützer, so Patrick Keßler, drang die „Neue Rechte“ mit dieser Initiative weit in die Öffentlichkeit vor.
Jan-Holger Kirsch befand, dass der Konflikt im Vorfeld des 8. Mai 1995 im Vergleich zum Bitburg-Besuch von 1985, der eine heftige Kontroverse ausgelöst hatte, eher mäßige Resonanz erhielt. Die Kontroverse um den Appell, so Kirsch, trug nicht dazu bei, „das Verständnis des 8. Mai zu erweitern oder zu modifizieren“. Das primäre Ziel der Initiative sei nicht die „Ebene der geschichtlichen Interpretation“ gewesen, sondern stellte einen Versuch dar, „Begriffe zu besetzen, Deutungsallianzen zu bilden und die kulturelle Hegemonie zu erobern“. Dabei habe die „Neue Rechte“ auf Mobilisierungsstrategien zurückgegriffen, welche die politische Linke für entgegengesetzte
Inhalte entwickelt habe.

## Folgen
10 Jahre später, am 26. April 2005, schaltete Weißmanns neurechtes Institut für Staatspolitik unter dem gleichen Slogan „8. Mai 1945 Gegen das Vergessen“ in der Frankfurter Allgemeinen Zeitung eine Anzeige zum 60. Jahrestag. Erneut wurde das Zitat von Heuss benutzt, um eine eigene Agenda zu präsentieren. Explizites Anliegen dieses Aufruferkreises war es diesmal, der Niederlage der Wehrmacht zu gedenken, und nicht etwa der Niederlage des Nationalsozialismus, von der im Anzeigentext auch nirgendwo die Rede war. Aufgrund der expliziten Auflistung vieler Unterzeichner nach Rängen in der Bundeswehr wertete Martin Langebach die Anzeige als einen neurechten Versuch der soldatischen Ehrenrettung der Wehrmacht, deren Antlitz man durch die damalige Ausstellung Vernichtungskrieg. Verbrechen der Wehrmacht 1941 bis 1944 beschädigt sah. Andreas Förster stellte im Freitag und in der Frankfurter Rundschau die konsistente Verbindung zwischen rechtskonservativen Eklats und Mitgliedern der Bundeswehr dar und hob dabei auch den „Appell 8. Mai 1945“ mit seinem breiten Unterstützerkreis aus dem Militär hervor.